# Polynoe fulgurans
Polynoe fulgurans is een borstelworm uit de familie Polynoidae. Het lichaam van de worm bestaat uit een kop, een cilindrisch, gesegmenteerd lichaam en een staartstukje. De kop bestaat uit een prostomium (gedeelte voor de mondopening) en een peristomium (gedeelte rond de mond) en draagt gepaarde aanhangsels (palpen, antennen en cirri).
Polynoe fulgurans werd in 1835 voor het eerst wetenschappelijk beschreven door Christian Gottfried Ehrenberg. Het zijn zeer kleine, met het blote oog nauwelijks waarneembare ringwormen, die kunnen oplichten. Ehrenberg was ervan overtuigd dat deze diertjes verantwoordelijk waren voor het oplichten van het zeewater zoals dat in de Oostzee bij Kiel was waargenomen.